# Begonia carnosa
Espèce
Synonymes
- Diploclinium carnosum Teijsm. & Binn.[1]

Begonia carnosa est une espèce de plantes de la famille des Begoniaceae. Ce bégonia est originaire d'Indonésie. L'espèce fait partie de la section Petermannia. Elle a été décrite en 1863 sous le basionyme de Diploclinium carnosum par Johannes Elias Teijsmann (1809-1882) et Simon Binnendijk (1821-1883), puis recombinée cette année-là par les mêmes dans le genre Begonia. L'épithète spécifique carnosa signifie « charnue ».

## Répartition géographique
Cette espèce est originaire du pays suivant : Indonésie.